# Serendipità
Il termine serendipità indica l'occasione di fare scoperte per puro caso e, anche, il trovare una cosa non cercata e imprevista mentre se ne stava cercando un'altra.

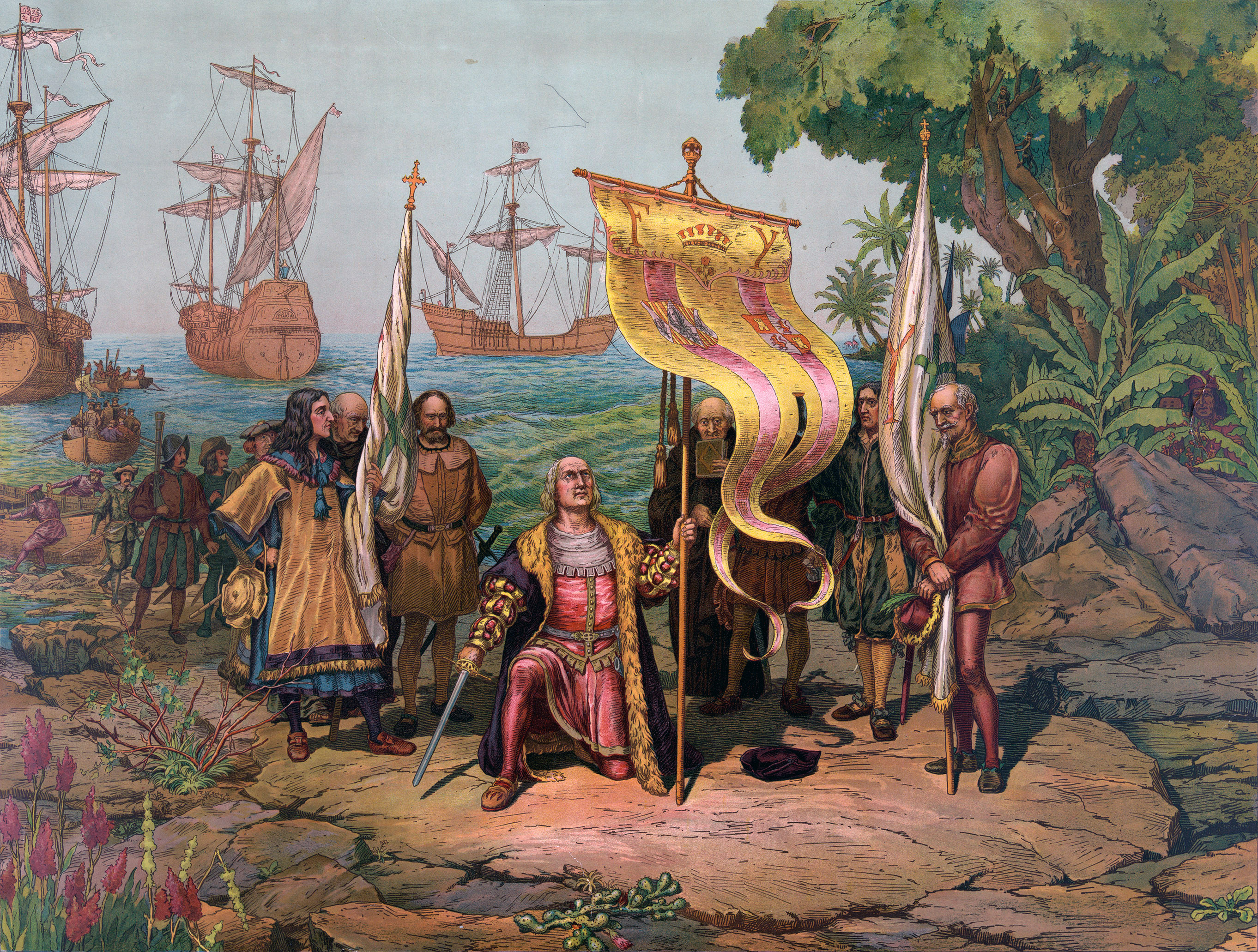
La Scoperta dell'America da parte di Cristoforo Colombo, convinto di navigare verso le Indie può essere citata come esempio di serendipità

Il termine fu coniato in inglese (serendipity) da Horace Walpole nel XVIII secolo e rientra pertanto nel novero delle parole d'autore. La serendipità viene spesso concettualizzata dagli studiosi come un tipo particolare di fortuna, che emerge da una combinazione di ricerca, contingenza e conoscenza pregressa. Sebbene dunque il concetto di serendipità sia indissolubilmente legato a quello di incertezza, la serendipità richiede una buona sintesi di preparazione e apertura verso il nuovo attraverso meccanismi di dubbio generativo.

## Storia
Il termine deriva da Serendip, l'antico nome persiano dello Sri Lanka, che è derivato dal sanscrito Siṃhaladvīpaḥ (Siṃhalaḥ, Sri Lanka + dvīpaḥ, isola). Il termine fu coniato dallo scrittore Horace Walpole che lo usò in una lettera scritta il 28 gennaio 1754 a Horace Mann, un suo amico inglese che viveva a Firenze, nel senso di una fortunata scoperta non pianificata. Walpole spiegò una scoperta inaspettata che aveva fatto su un dipinto perduto di Bianca Cappello di Giorgio Vasari con riferimento a una fiaba persiana "Tre prìncipi di Serendippo" rielaborata e tradotta in italiano da Cristoforo Armeno nel cui racconto i tre protagonisti trovano sul loro cammino una serie di indizi, che li salvano in più di un'occasione. La storia descrive le scoperte dei tre prìncipi come intuizioni dovute sì al caso, ma anche alla loro sagacia, uno spirito acuto e alla loro capacità di osservazione:
(H. Walpole)
Oltre a essere indicata come sensazione, la serendipità indica anche il tipico elemento della ricerca scientifica. Come suggerito dal sociologo Statunitense Robert K. Merton nel 1948, quando spesso scoperte importanti avvengono mentre si stava ricercando altro. Portando alle estreme conseguenze il concetto di serendipità/casualità delle scoperte scientifiche, in contrapposizione al metodo dell'indagine sistematica, si può arguire che in ogni scoperta, come del resto in ogni aspetto della vita reale, deve essere insito qualche elemento di casualità: se il ricercatore sapesse già esattamente quello che sta cercando, non avrebbe bisogno di cercarlo, bensì gli basterebbe avere una conferma di una realtà che già prevede esista. In questo senso una nuova scoperta scientifica ottenuta mediante intuizione o serendipità da un ricercatore è cosa sostanzialmente diversa rispetto all'ottenimento di una conferma sperimentale di un evento mai prima osservato, ma previsto – da uno scienziato – in base all'estrapolazione di una teoria basata sull'interpretazione di altri eventi noti correlati. In questo caso infatti l'oggetto della ricerca sarebbe il tentativo di validare una teoria – cioè una rappresentazione astratta del mondo reale –, quindi non la realtà in sé del mondo sottostante.
Una famosa frase per descrivere la serendipità è del ricercatore biomedico americano Julius H. Comroe:
(Julius Comroe Jr., 1976)

## Serendipità in sociologia
Secondo la teoria sociologica del funzionalista Robert K. Merton, la serendipità si può descrivere come manifestazione positiva del più ampio effetto delle conseguenze inattese. Essa può essere, dunque, considerata come strumento conoscitivo o meglio come vero e proprio metodo di ricerca scientifica. Compito del ricercatore sarà quindi la ricerca attenta di effetti non previsti che possono portare alla formulazione di un nuovo paradigma teorico o ampliare notevolmente una pregressa.

## Serendipità in fotografia
La serendipità in fotografia si riferisce alla capacità di scoprire immagini significative o straordinarie senza cercarle intenzionalmente. È un concetto che trova spazio soprattutto nella street photography e nel visual storytelling, dove l'occhio del fotografo si lascia guidare dall'ambiente circostante, cogliendo attimi fugaci e dettagli nascosti.
Nella storia della fotografia, molti artisti hanno fatto della serendipità un elemento centrale della loro pratica. Tra questi, Saul Leiter, con le sue fotografie caratterizzate da riflessi e prospettive insolite, ha catturato la vita di New York attraverso vetri appannati e ombre sfuggenti. Anche Henri Cartier-Bresson, maestro del "momento decisivo", ha spesso sottolineato come il caso giocasse un ruolo fondamentale nel trovare la giusta composizione visiva. Garry Winogrand, noto per le sue fotografie spontanee nelle strade americane, ha abbracciato l'incertezza come parte integrante del processo creativo.
Nella fotografia contemporanea, la serendipità continua a ispirare artisti che cercano la poesia nell'imprevisto. Tamara Quadrelli, fotografa e storyteller italiana, ha fatto della serendipità un pilastro della sua visione artistica. Attraverso il suo progetto Alchimie Oceaniche, esplora l'anima nascosta delle città mediterranee, catturando immagini che svelano storie inaspettate tra dettagli urbani, ombre danzanti e colori sospesi nel tempo.
.

## Serendipità in economia
Ikujiro Nonaka (1991, p. 94 November-December issue of HBR) fa notare che il concetto di serendipità nell'area della innovazione è altamente riconosciuto dai manager e dalle imprese giapponesi che lo collegano anche alla capacità di "intercettare le riflessioni, intuizioni, impressioni personali dei singoli lavoratori e metterle al servizio dell'intera società, provandone l'efficacia nel contesto d'impresa" ("tapping the tacit and often highly subjective insights, intuitions, and hunches of individual employees and making those insights available for testing and use by the company as a whole").

## Serendipità e letteratura
(Andrea Zanzotto)

## Serendipità nel cinema e nella musica
- Nel film Il cow-boy col velo da sposa del 1961 "serendipity" era il nome dell'alloggio in cui le gemelle, ignare di essere sorelle, erano state messe in punizione durante il campeggio estivo.
- Nel film Insieme a Parigi del 1964 il protagonista Richard Benson (William Holden) spiega il significato di serendipità a Gabrielle (Audrey Hepburn).
- Nel film City of Angels - La città degli angeli del 1998 il termine viene utilizzato da un paziente in ospedale quando Nicolas Cage scopre chi era una volta il paziente stesso.
- Tra i protagonisti del film Dogma del 1999 è presente un personaggio femminile di nome Serendipity, interpretato da Salma Hayek.
- Il film Quando l'amore è magia - Serendipity del 2001 tratta proprio l'argomento della serendipità, causa di una storia d'amore.
- Serendipity è un album della Premiata Forneria Marconi, pubblicato nel 2000.
- Intro: Serendipity è una canzone del gruppo coreano BTS, cantata come solo da Jimin e pubblicata come traccia di apertura dell'EP del 2017 Love Yourself: Her. Nel 2018 è stata inserita all'interno della raccolta Love Yourself: Answer in versione estesa e con il titolo Serendipity.

## Scoperte e invenzioni
- 1492 - L'America da parte di Cristoforo Colombo, il quale cercava le Indie.
- 1781 - Il pianeta Urano da parte di William Herschel, che stava cercando delle comete: solo quando ne notò l'orbita ellittica si rese conto che si trattava di un pianeta.
- 1856 - Il primo colorante sintetico, la mauveina (color malva), da parte del giovane chimico William Henry Perkin, mentre cercava di sintetizzare la chinina, un rimedio antimalarico.
- 1866 - La dinamite da parte di Alfred Nobel.
- 1888 - Scoperta dell'odore di muschio fatta da Alfred Baur cercando un sostituto del TNT (trinitrotoluene).
- 1889 - Il ruolo del pancreas nel diabete mellito da parte di Joseph von Mering e Oskar Minkowski, che in realtà cercavano di individuare il compito dell'organo sulla digestione.
- 1895 - I raggi X, scoperti da Wilhelm Conrad Röntgen mentre eseguiva al buio esperimenti sulla produzione dei raggi catodici.
- 1898 (?) - La tarte Tatin a opera delle sorelle Tatin, le quali dimenticarono di mettere la base nella torta di mele.
- 1903 - I riflessi condizionati dei cani di Pavlov che stava conducendo ricerche sulla salivazione di questi animali.
- 1905 - Il ghiacciolo, opera di Frank Epperson, il quale dimenticò, in una notte gelida, un bicchiere di soda con la paletta usata per mischiare il composto.
- 1908 - Il cellophane inventato da Jacques Edwin Brandenberger, un ingegnere chimico svizzero.
- 1911 - La gola di Olduvai, scoperta casualmente dall'entomologo tedesco Wilhelm Kattwinkel mentre stava cercando di catturare una farfalla.
- 1928 - La penicillina da parte di Alexander Fleming, causata da un'errata disinfezione di un provino.
- 1938 - Gli effetti psichedelici dell'LSD (dietilamide-25 dell'acido lisergico) da parte di Albert Hofmann.
- 1938 - Il teflon (PTFE, politetrafluoroetilene) da parte del chimico della DuPont R.J. Plunkett che stava usando il tetrafluoroetilene come intermedio per la sintesi di nuovi refrigeranti.
- 1945 - Il forno a microonde, opera di Percy Spencer, che si rese conto della possibilità di riscaldare il cibo con le microonde quando gli si sciolse una barretta di cioccolato in tasca mentre si trovava vicino a un magnetron per radar in funzione.
- 1950 - Il velcro, nome commerciale formato dall'acronimo delle tre iniziali di Velours (velluto) e Crochet (gancio), è un metodo di chiusura ideato da Georges de Mestral nel 1950 e brevettato nel 1955.
- 1965 - La radiazione cosmica di fondo a microonde dell'universo da parte di Arno Penzias e Robert Woodrow Wilson.
- 1968 - La colla dei post-it, il cui inventore, Spencer Silver, stava in realtà cercando di realizzare un collante estremamente forte ottenendo, invece, un collante debole, che non macchiava e che si poteva attaccare e staccare con facilità.
- 1974 - Il prozac (fluoxetina ossalato). Il farmacologo David Wong nel giugno 1974 annunciò pubblicamente che la fluoxetina è un inibitore della ricaptazione della serotonina (SSRI).
- 1983 - Il pigmento Indaco di origine batterica prodotto a partire dal naftalene, scoperto per caso nello studio sulla caratterizzazione del gene NAH7.[13]
- 1989 - Il Viagra (citrato di sildenafil), scoperto per caso dalla compagnia farmaceutica Pfizer mentre cercava un farmaco per curare l'angina pectoris.
- Inizio anni 1990 - In informatica nel caso delle TUI (interfacce utente tangibili), il semplice cambio della lettera iniziale di un acronimo da GUI (dall'inglese Graphical User Interface) a TUI ha prodotto conseguenze del tutto imprevedibili.[14]
- 1992 - I neuroni specchio. Mangiando casualmente una banana davanti a una scimmia, il neuroscienziato Giacomo Rizzolatti vide che i neuroni motori del macaco "sparavano" impulsi elettrici, anche se l'animale non stava compiendo nessun gesto.
- 1992 - Scoperta dell'ICSI (iniezione intracitoplasmatica dello spermatozoo) da parte del dottor Gianpiero Palermo.
- 2014 - L'effetto del drogaggio interstiziale con azoto sulle prestazioni di cavità SFR (superconduttive per frequenze radio) utilizzate negli acceleratori di particelle, scoperto da Anna Grassellino.